# عقرب (فیلم ۱۹۷۳)
عقرب (انگلیسی: Scorpio) فیلمی در ژانر مهیج و جاسوسی به کارگردانی مایکل وینر است که در سال ۱۹۷۳ منتشر شد.

## بازیگران
- برت لنکستر
- آلن دلون
- پل اسکوفیلد
- گیل هانیکات
- جی دی کانن
- جوآن لینویل
- مل استوارت
- جیمز سیکینگ
- ویلیام اسمیترس
- هاوارد مورتون
- ریچارد وایلر